# Порфирий (Гулевич)
Епископ Порфирий (в миру Поликарп Васильевич Гулевич; 26 февраля 1864, Токаревка, Подольская губерния — 2 декабря 1937, Жаналык, Алма-Атинская область) — епископ Русской православной церкви, епископ Симферопольский и Крымский.
Причислен к лику святых Русской православной церкви в 2000 году.

## Биография
Родился 26 февраля 1864 года в селе Токаревка Литинского уезда Подольской губернии в семье священника.
В 1885 году окончил Подольскую духовную семинарию.
22 октября 1886 года рукоположён во священника. В 1914—1928 годах — благочинный и настоятель собора в городе Ольгополь, некоторое время преподавал Закон Божий в местной гимназии. Овдовел.
Выступал против обновленческого движения: в своих проповедях открыто обличал его представителей и среди своей паствы распространял листовки, призывающие оставаться верными Патриарху Тихону. Пользовался авторитетом среди верующих, вопрос о его рукоположении во епископа рассматривался украинскими православными архиереями с 1925 года. Участвовал в тайной работе по организации на Подолье групп духовенства и верующих, неподконтрольных властям.
В 1927 году принял монашеский постриг. Критично относился к решению Заместителя Патриаршего местоблюстителя митрополита Сергия (Страгородского) отменить поминовение всех епархиальных архиереев, находившихся в лагерях и ссылках: «Невозможно отказаться от сосланных епископов, это всё равно, что отказаться от самих себя».
С 25 июня 1928 года — епископ Криворожский, викарий Днепропетровской епархии. Совершал частые богослужения, на которых неизменно произносил проповеди, активно посещал приходы епархии.
С 5 сентября 1930 года — епископ Зиновьевский, викарий Одесской епархии.
С 11 сентября 1931 года — епископ Симферопольский и Крымский.
Был любим своей паствой. Продолжал много проповедовать (в том числе говорил о голоде, который в то время был на Украине), много общался с верующими, регулярно служил в различных храмах епархии. Активно выступал против обновленчества, что вызвало угрозы со стороны последних: обновленческий митрополит Крымский Иерофей (Померанцев) с церковной кафедры заявил, что он арестует епископа Порфирия.
Призывал православных молиться о «сосланных и заключённых, невинно томящихся в изгнании архиереях, священстве, монашествующих и мирянах». Критиковал деятельность представителей местных властей, которые поддерживали обновленцев и нарушили даже советские законы, преследуя православную церковь. Распространил на эту тему письмо, в котором в то же время призывал верующих претерпевать до конца все унижения и притеснения, невзирая на очевидные всем беззакония. По юридическим вопросам епископа консультировал бывший присяжный поверенный Анатолий Корди, который позднее был арестован и расстрелян (виновным в контрреволюционной деятельности себя не признал).
В 1933 году был арестован, два месяца провёл в тюрьме, затем освобождён.
В 1934 году поддержал возведение Заместителя Патриаршего Местоблюстителя митрополита Сергия (Страгородского) в достоинство митрополита Московского и Коломенского, направив ему телеграмму: «Земно кланяюсь Блаженнейшему. Епископ Порфирий».
9 октября 1936 года вновь арестован, обвинён в том, что благословлял священство молиться за осуждённых, в поощрении «нелегальной деятельности некоторых монашеских подпольных организаций», в «проявлении излишней ревности в борьбе с обновленцами» и другом. Четыре месяца находился в тюрьме в Симферополе. Виновным себя не признал.
3 января 1937 года был приговорён к пяти годам административной высылки в Казахстан. Ссылку отбывал на станции Уш-Тобе Каратальского района Талды-Курганской области вместе с находившимся там с 1935 года ссыльным епископом Екатеринославским Макарием (Кармазиным). Иногда они тайно на дому совершали божественную литургию.
20 ноября 1937 года епископ Порфирий и епископ Макарий были арестованы. Обвинены в том, что они «проводили антисоветскую пропаганду и дискредитировали Советскую власть, а также поддерживали связь с контрреволюционными элементами, систематически получая от последних материальную помощь». Виновным себя не признали.
1 декабря 1937 года епископ Порфирий (Гулевич), епископ Макарий (Кармазин) и двоюродная сестра владыки Макария Раиса Александровна Ржевская постановлением тройки УНКВД Алма-Атинской области были приговорены к смертной казни.
Расстрелян на полигоне НКВД «Жаналык» в 40 км от Алма-Аты. Похоронен там же, в братских могилах.

## Канонизация и почитание
Причислен к лику святых Новомучеников и Исповедников Российских на Юбилейном Архиерейском соборе Русской православной церкви в августе 2000 года.
В конце 2013 года было найдено место его захоронения. На этом погосте в братских могилах покоятся тела 4500 жертв Большого террора.
1 апреля 2015 года по благословению Священного Синода Украинской православной церкви (журнал № 15) во главе с Блаженнейшим Митрополитом Киевским и всея Украины Онуфрием было установлено празднование Собора Святых Винницкой земли, куда среди прочих 15 подвижников, жизнь и подвиг которых связаны с Винничиной, был причислен и Священномученик Порфирий (Гулевич), еп. Симферопольский (+ 1937).
Дата празднования Собора Винницких Святых — 14 сентября (по новому стилю) в день начала индикта (церковного новолетия).

## Память
- Памятник «Священномученики криворожские: Архиепископ Онуфрий и епископ Порфирий» установленный в Кривом Роге[3].